# Super Metroid
Super Metroid es un juego de acción y aventuras desarrollado y publicado por Nintendo para la Super Nintendo Entertainment System en 1994. Es la tercera entrega de la serie Metroid, siguiendo los eventos del juego de Game Boy, Metroid II: Return of Samus (1991). Los jugadores controlan a la cazarrecompensas Samus Aran, que viaja al planeta Zebes para recuperar una criatura Metroid infantil robada por el líder de los Piratas Espaciales, Ridley.
Siguiendo el modelo de juego establecido de sus predecesores, Super Metroid se enfoca en la exploración, con el jugador buscando potenciadores para llegar a áreas previamente inaccesibles. Introdujo nuevos conceptos a la serie, como la pantalla de inventario, un mapa automático y la capacidad de disparar en todas las direcciones. El personal de desarrollo de los juegos Metroid anteriores, incluidos Yoshio Sakamoto, Makoto Kano y Gunpei Yokoi, regresaron para desarrollar Super Metroid en el transcurso de dos años. Los desarrolladores querían hacer un verdadero juego de acción y prepararon el escenario para la reaparición de Samus.
Super Metroid recibió elogios por su atmósfera, jugabilidad, música y gráficos. A menudo se cita como uno de los mejores videojuegos de todos los tiempos. El juego se vendió bien y envió 1,42 millones de copias en todo el mundo a finales de 2003. Junto con Castlevania: Symphony of the Night, se atribuye a Super Metroid el establecimiento del género «Metroidvania», que inspiró a numerosos juegos y desarrolladores independientes. También se hizo popular entre los jugadores de speedrunning. Super Metroid fue seguido en 2002 por Metroid Fusion y Metroid Prime. Ha sido relanzado en varias consolas y servicios de Nintendo.

## Modo de juego
Super Metroid es un juego de acción y aventuras de desplazamiento lateral en 2D, que tiene lugar principalmente en el planeta ficticio Zebes del juego original: un mundo grande y abierto con áreas conectadas por puertas y ascensores. : 18–19 El jugador controla a Samus Aran mientras busca en el planeta un Metroid que ha sido robado por Ridley, el líder de los Piratas Espaciales. : 5 Samus puede correr, saltar, agacharse y disparar un arma en ocho direcciones; también puede realizar otras acciones, como saltar paredes, saltando de una pared a otra en rápida sucesión para alcanzar áreas más altas. La habilidad «Moon Walk», llamada así por el popular movimiento de baile del mismo nombre, le permite a Samus caminar hacia atrás mientras dispara o carga su arma. : 8–9 
A lo largo del juego, el jugador puede adquirir potenciadores que mejoran la armadura y el armamento de Samus, así como otorgarle habilidades especiales, lo que le permite acceder a áreas que antes eran inaccesibles. La Morphing Ball le permite a Samus convertirse en una bola y rodar en lugares estrechos; mientras que en esta forma, puede plantar bombas una vez que se adquiere un encendido de bomba. Spring Ball agrega la capacidad de saltar mientras está en forma de Morphing Ball. : 10–11 El Speed Booster se puede usar para correr a altas velocidades y chocar contra barreras y enemigos. Las Hi-Jump Boots permiten un salto más alto, y el Space Jump le permite a Samus saltar en el aire. : 24 El Grapple Beam se puede usar para balancearse en áreas abiertas. El alcance de rayos X se utiliza para ver elementos y pasajes a través de paredes ocultas y otras superficies. : 12 
La pantalla de visualización frontal muestra la salud de Samus, el modo de suministro para los tanques de reserva, íconos que representan armas y una pantalla de mapa que muestra su ubicación y sus alrededores. : 7 La pantalla de inventario le permite al jugador habilitar y deshabilitar armas y habilidades. Si bien las armas de rayos se pueden combinar, los rayos Spazer y Plasma no se pueden usar simultáneamente. Al final del juego, Samus obtiene el Hyper Beam, un arma poderosa generada por la energía que le da el «super Metroid», la versión madura de la criatura larval que busca en el transcurso del juego. Las unidades de respaldo llamadas tanques de reserva se pueden usar automáticamente cuando se agota la salud de Samus. : 14–15 El juego también cuenta con un mapa automático para ayudar a los jugadores a navegar por las diferentes áreas del juego. Además, el jugador puede usar la computadora de mapas que se encuentra en cada parte del planeta para revelar áreas inexploradas. : 13 Para guardar su progreso, el jugador debe encontrar y usar una de las estaciones de guardado repartidas por todo el planeta. : 16 El juego también se puede guardar en la cañonera de Samus, que también recarga completamente su salud y municiones. : 18 Super Metroid tiene tres finales basados en el tiempo necesario para completar el juego, que determinan si Samus posa con o sin su traje. El mejor final se logra cuando el juego se completa en menos de tres horas. : 119 Además, una tarea opcional altera ligeramente el final del juego. Si el jugador elige rescatar a los Dachora y los Etecoons, criaturas amistosas que encuentra Samus en el juego, se les muestra dejando el planeta en la distancia. : 118–119 

## Trama
Samus Aran trae el último Metroid a la colonia espacial de Ceres para su estudio científico. La investigación del espécimen, una larva, revela que sus habilidades para producir energía en realidad podrían aprovecharse para el bien de la civilización. Poco después de irse, Samus recibe una llamada de socorro que la alerta para que regrese a la colonia de inmediato. Encuentra a los científicos muertos y la larva de Metroid robada por Ridley, líder de los Piratas Espaciales. Samus escapa de la colonia durante una secuencia de autodestrucción y sigue a Ridley al planeta Zebes. Ella busca el Metroid en el planeta y descubre que los Piratas han reconstruido su base allí. : 5 
Después de derrotar a cuatro jefes en varias regiones de Zebes, Samus ingresa a Tourian, : 109  el corazón de la base de los Piratas y lucha contra varios Metroids que, de alguna manera, se han reproducido. Un solo Metroid que ha crecido hasta alcanzar un tamaño enorme ataca y casi destruye a Samus, pero cede en el último momento. Es la larva que le robaron a Ceres; Debido a que Samus estuvo presente en su nacimiento en SR388, Metroid se imprimió en Samus, reconociéndola como su «madre». : 113 
Samus lucha contra Mother Brain, una criatura biomecánica que controla los sistemas Zebes. Mother Brain domina a Samus y nuevamente casi la matan, pero la larva de Metroid interviene, ataca a Mother Brain y cura a Samus, lo que confirma los hallazgos de los científicos. Mother Brain mata a Metroid, pero al morir, le da a Samus el Hyper Beam, un arma poderosa lo suficientemente fuerte como para matar a Mother Brain. Samus escapa de Zebes mientras se autodestruye. : 116–119 

## Desarrollo

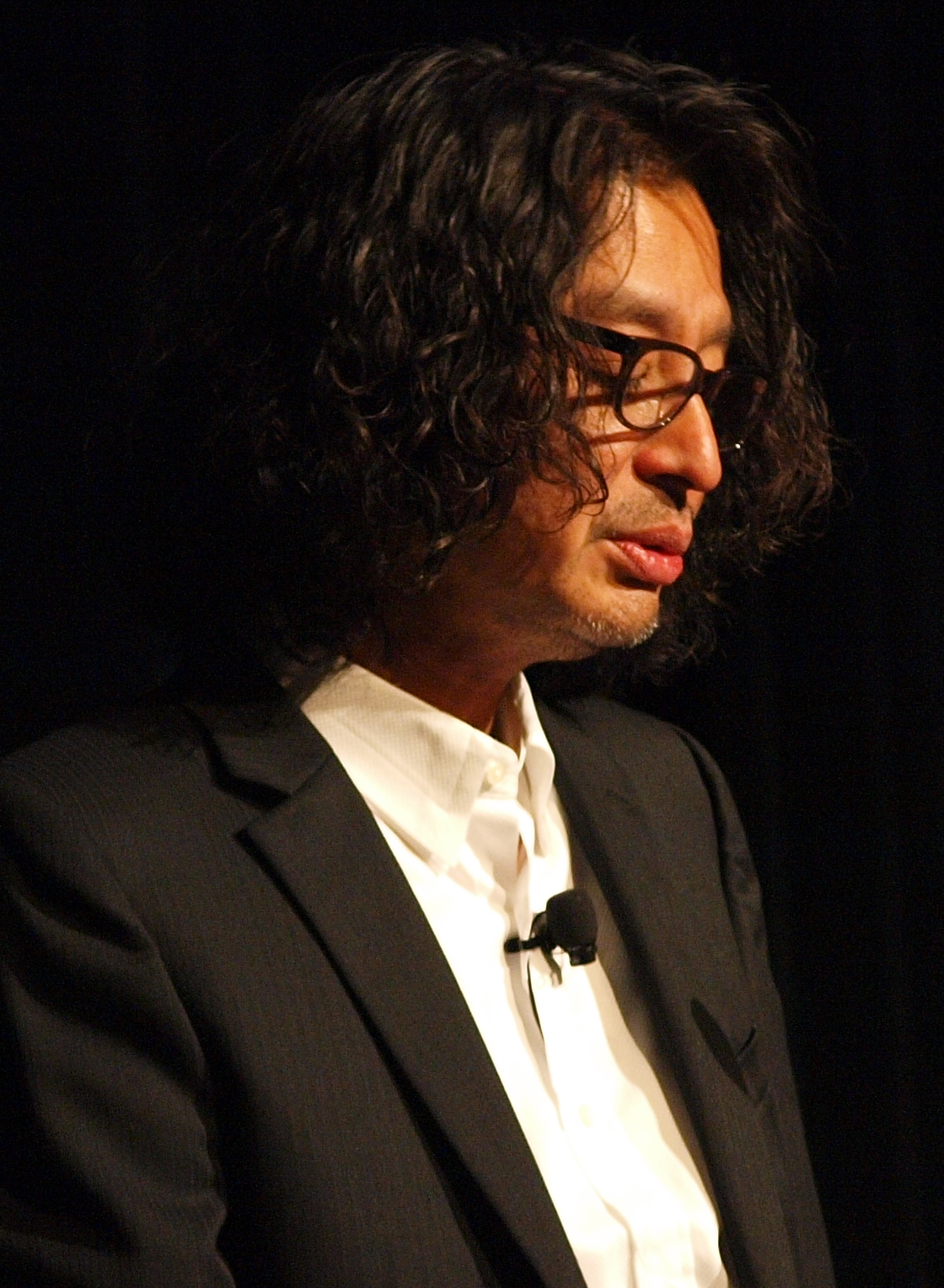
Yoshio Sakamoto, director y escritor de Super Metroid, en la Game Developers Conference de 2010

Super Metroid fue desarrollado por Nintendo R&D1 con una plantilla de 15 personas dirigida por Gunpei Yokoi. Fue escrita y dirigida por Yoshio Sakamoto y producida por Makoto Kano. : 3 Intelligent Systems, que codesarrolló el Metroid original con R&D1, se encargó de la programación. La apertura fue narrada por Dan Owsen, un empleado de Nintendo of America.
Super Metroid fue lanzado casi una década después del Metroid original. Sakamoto dijo: «Queríamos esperar hasta que se necesitara un verdadero juego de acción. [...] Y también para preparar el escenario para la reaparición de Samus Aran». Nintendo tardó medio año en aprobar el proyecto y dos años más en desarrollarlo.
El objetivo principal de los desarrolladores era hacer un «buen juego de acción». Es el primer juego de Metroid que permite a Samus disparar en todas las direcciones mientras se mueve. También se encuentra entre los primeros juegos de mundo abierto con una función de mapa, que muestra los contornos de las habitaciones e indica ubicaciones y elementos importantes. El equipo quería crear un mapa grande, pero le resultó difícil organizar la cantidad de datos gráficos involucrados, por lo que lo dividió en partes más pequeñas. Se incluyeron áreas de juegos anteriores de Metroid para crear una sensación de familiaridad.
Poco antes del lanzamiento del juego, se formó la Entertainment Software Rating Board de Norteamérica, una organización autorreguladora, en respuesta al aumento de la violencia en juegos como Mortal Kombat (1992). Cuando se le preguntó si pensaba que la controversia causaría una reacción violenta para Super Metroid, Sakamoto explicó que el propósito de Samus es mantener la paz en la galaxia y dijo: «No es violencia por el bien de la violencia». El juego se demostró en el Consumer Electronics Show de invierno de 1994, y GamePro lo nombró el mejor juego de SNES en el show.

### Audio
La música de Super Metroid fue compuesta por Kenji Yamamoto y Minako Hamano, : 4  y utiliza versiones de música de 16 bits de juegos anteriores. El hardware de sonido de la SNES permitía la reproducción de muestras simultáneamente en ocho canales, a diferencia de los tres canales de PSG y un canal de ruido de NES. Yamamoto decidió que se necesitarían sonidos ricos y expresivos, como un coro femenino, para representar el escenario de manera realista. Compuso el tema principal tarareando mientras manejaba su motocicleta desde el trabajo.
Yamamoto también se desempeñó como programador de sonido, y escribió un programa que envía datos de sonido al chip de audio. También creó efectos de sonido, incluidos los creados para un Metroid infantil para transmitir diferentes emociones. Los roles simultáneos como compositor, programador de sonido y creador de efectos de sonido le dieron a Yamamoto ideas para producir una banda sonora única y distintiva de Metroid, «con el oído de un programador de sonido, con el oído de un creador de efectos de sonido y con la metodología de enfoque y la teoría de un compositor». Los arreglos y remixes de los temas del juego se usaron en Metroid Prime y sus secuelas, porque Yamamoto quería satisfacer a los viejos fanáticos de Metroid, describiéndolo como un «regalo» para ellos.
Un álbum de la banda sonora, Super Metroid: Sound in Action, fue publicado por Sony Records el 22 de junio de 1994. Contiene 38 pistas y tiene una duración de 58:49. Incluye la banda sonora original de Metroid de Hirokazu Tanaka y pistas adicionales arregladas por Yoshiyuki Ito y Masumi Ito.

## Lanzamiento
El juego fue lanzado por Nintendo en Japón el 19 de marzo de 1994, en América del Norte el 18 de abril, y en Europa el 28 de julio. Se distribuyó en un cartucho de 24 megabits. Fue relanzado a través del servicio Nintendo Power en Japón el 30 de septiembre de 1997. Super Metroid se hizo disponible como un juego de la consola virtual de Wii en América del Norte el 20 de agosto de 2007, en Japón el 20 de septiembre, y en Europa el 12 de octubre. En Super Smash Bros. Brawl, también es uno de los juegos de prueba disponibles en la sección «Masterpieces», que utiliza la tecnología de Consola Virtual para emular hardware más antiguo y tener limitaciones de tiempo. El juego se lanzó más tarde en la consola virtual de Wii U en mayo de 2013, inicialmente disponible durante la campaña de prueba a un precio más económico antes de volver a su precio normal el próximo mes. La consola virtual específica de New Nintendo 3DS también recibió el lanzamiento en abril de 2016. En septiembre de 2017, Nintendo lanzó Super NES Classic Edition, que incluía a Super Metroid entre sus juegos. Super Metroid y otros juegos de Super NES se agregaron al servicio de suscripción de Nintendo Switch Online.

## Recepción
Super Metroid fue recibido con elogios de la crítica. Chris Slate de la revista de videojuegos Game Players disfrutó muchísimo de Super Metroid, afirmando que «fácilmente está a la altura de las altas expectativas de todos». Estaba satisfecho con la forma en que Nintendo mezcló un juego complejo con gráficos y sonido «de última generación». Slate descubrió que la función de mapeo automático recién agregada era algo que los jugadores realmente necesitaban y dijo que era la única función en Super Metroid que debería haber tenido el Metroid original. Al concluir su reseña, Slate declaró: «Los fanáticos de la acción no pueden perderse Super Metroid. [...] Querrás jugar una y otra vez incluso después de haberlo superado». Nintendo Power mencionó que el juego «bien podría ser el mejor juego de acción y aventuras de todos los tiempos», llamándolo la «ola del futuro». Elogiaron los gráficos, el sonido y los controles del juego, mientras que su único comentario negativo fue: «Ni siquiera 100 megabits de Metroid serían suficientes». Electronic Gaming Monthly otorgó a Super Metroid su premio «Juego del mes», comparándolo favorablemente con el Metroid original y aplaudiendo los gráficos, las muchas armas y elementos disponibles, y la música. Cada uno de los cuatro revisores le dio una puntuación de nueve sobre diez. GamePro criticó que los controles a menudo son incómodos o difíciles y que muchos de los potenciadores se extraen de otros juegos de SNES o son simples actualizaciones de otros potenciadores en el juego, pero elogió el tamaño masivo del juego junto con la función de mapeo automático., diciendo que «hace que un juego potencialmente frustrante sea accesible a un público mucho más amplio». Andy Robinson de GamesRadar se mostró satisfecho con la banda sonora «fenomenal» del juego y la felicitó como «una de las mejores bandas sonoras de videojuegos de todos los tiempos».
El crítico de Super Play, Zy Nicholson, dijo que Super Metroid era mejor que su juego favorito, Mega Man X, y lo describió como «más una experiencia que un juego». Al comparar el juego con la película Aliens de 1986, Nicholson sintió que el juego se disfrutaba mejor en la oscuridad con el volumen alto. Encontró el juego tan compulsivo que estuvo tentado de jugar «sin comer ni dormir». El crítico de Super Play, Tony Mott, citó la atmósfera como su mejor aspecto y describió el juego como una mezcla de Aliens, Turrican (1990), Exile (1989) y Nodes of Yesod (1985). Al apreciar los controles del juego, Mott aplaudió la jugabilidad refinada. Concluyó su reseña llamando a Super Metroid «sin duda el mejor juego que he jugado este año hasta ahora", prediciendo que cualquiera que juegue estaría "jugando un juego destinado al estado clásico». El tercer crítico, James Leach, estuvo de acuerdo con Nicholson y Mott en que Super Metroid era lo que debería haber sido Mega Man X. Al concluir su reseña, Leach escribió que Super Metroid contenía todo lo que buscaba en un videojuego: «jugabilidad, trucos ocultos, armas poderosas y malvados increíblemente malvados». El veredicto de Super Play fue: «A todos nos encanta este juego. Super Metroid es absolutamente maravilloso y que debe poseer ella».
Edge criticó los gráficos y la corta duración, pero elogió a Super Metroid como «intensamente jugable» y «lleno de momentos memorables». IGN llamó la versión de Super Metroid de la consola virtual un «deber-tenerlo», al comentar que aunque el juego fue lanzado nueve meses después de que la Wii se lanzó, sintieron que valió la pena la espera. Para los jugadores que nunca han jugado Super Metroid, IGN afirma que se deben a sí mismos como jugadores «finalmente descubrir lo que se han estado perdiendo todos estos años». En su reseña de GameSpot, Frank Provo consideró «absolutamente asombroso que Nintendo dejara pasar 13 años antes de que Super Metroid volviera a estar disponible», pero consideró que lo más importante era que los jugadores «ahora pueden jugar esta obra maestra sin tener que rastrear el cartucho original de Super Nintendo Entertainment System o jugar con emuladores legalmente cuestionables». A pesar de admitir que la versión de la consola virtual era esencialmente «nada más que una versión sencilla emulada de un juego SNES de 13 años» que ya no era de vanguardia, todavía estaba satisfecho con ella y reiteró su creencia de que Super Metroid es «uno de los mejores juegos de acción y aventuras en 2D jamás producidos».

### Ventas
En Japón, Super Metroid fue el noveno videojuego más vendido de 1994 con 531.000 copias vendidas ese año. En América del Norte, aunque Super Metroid recibió elogios de la crítica, Rus McLaughlin de IGN dijo que la serie Metroid «todavía falló en el tiempo, llegando demasiado tarde en el ciclo de vida de SNES para obtener grandes ventas». Robinson señaló de manera similar que, siguiendo la tradición de la serie, el juego se lanzó «en el lugar equivocado, en el momento equivocado». Con la ayuda del sólido marketing de Nintendo, Super Metroid se vendió bien en América del Norte, encabezando la lista de ventas de Super NES en mayo de 1994. Un año después de su lanzamiento, Nintendo lo colocó en su etiqueta de marketing Player's Choice. A fines de 2003, el juego había vendido 1,42 millones de copias en todo el mundo.

### Premios
Super Metroid recolectó varios premios y honores. Electronic Gaming Monthly nombró a Super Metroid Juego del Mes de mayo de 1994, le otorgó un premio Editors' Choice, otorgó como el Mejor Juego de Acción de 1994, y lo nombró el mejor juego de todos los tiempos en 2003. IGN clasificó a Super Metroid en el tercer lugar (2003), décimo (2005) y séptimo (2007) en sus listas de los 100 mejores juegos de todos los tiempos. Del mismo modo, los lectores de IGN clasificaron el juego en el puesto 11 en su lista de los 99 juegos principales de todos los tiempos en 2005, y en el cuarto lugar en sus 100 juegos principales en 2006. Richard George de IGN también clasificó a Super Metroid en el tercer lugar entre sus 100 mejores juegos de SNES, acreditando su «acción impecable, diseño de niveles impecable, atmósfera fuera de este mundo, una heroína totalmente ruda y un enorme mundo para explorar». GamesRadar nombró a Super Metroid el mejor juego de SNES de todos los tiempos, mientras que Nintendo Power lo nombró el mejor juego de la serie Metroid, superando a Metroid Prime y Metroid: Zero Mission. GamePro incluyó a Super Metroid como uno de los quince juegos retro imprescindibles en Wii. Game Informer colocó el juego en el puesto 29 entre los 100 mejores juegos de todos los tiempos en 2001.

## Legado
Super Metroid a menudo se considera uno de los mejores juegos de todos los tiempos. Jeremy Parish de USgamer comentó que Super Metroid es un «tipo de juego al que puedes volver una y otra vez y siempre salir con una nueva percepción u observación». Andrew Webster de Ars Technica encontró la atmósfera del juego impresionante y señaló que los desarrolladores habían perfeccionado el aspecto de la soledad, un concepto introducido en el primer juego de Metroid. El escritor de Game Informer, Joe Juba, citó el final del juego como «uno de los momentos más memorables y enriquecedores en la historia de los juegos».
Como Super Metroid otorgaba premios a los jugadores en función del tiempo que tardaban en completar el juego, se ha convertido en una opción popular para el speedrunning, un estilo de juego en el que el jugador tiene la intención de completar el juego lo más rápido posible con el fin de competir. A Super Metroid, junto con el juego Castlevania: Symphony of the Night de Konami de 1997, también se le atribuye el establecimiento del género «Metroidvania». Fue citado como una influencia en otros juegos de Metroidvania, incluidos Shadow Complex y Axiom Verge.
Los fanáticos lanzaron varios hacks de ROM para Super Metroid, que agregaron nuevas funciones que no están incluidas en el juego original. Super Metroid: Redisign, creado por «drewseph» en 2006, presenta nuevos elementos, áreas ampliadas y física modificada. En 2011, un hacker japonés llamado «SB» lanzó un truco de ROM titulado Metroid: Super Zero Mission, que pretende combinar elementos de Super Metroid y Metroid: Zero Mission.

### Secuelas
Nintendo no lanzó otro juego de Metroid durante ocho años, ya que la serie no igualó el éxito de las franquicias de Mario y Legend of Zelda. Yokoi dejó Nintendo en agosto de 1996, en medio del fracaso de Virtual Boy, y murió en un accidente automovilístico en octubre de 1997.
Los fanáticos esperaban ansiosamente un juego de Metroid para Nintendo 64 (N64). Según el productor de Nintendo, Shigeru Miyamoto, Nintendo no desarrolló un juego de Metroid para el N64 porque «no pudieron presentar ideas concretas». Sakamoto dijo que no podía imaginar cómo se podría usar el control del N64 para controlar a Samus. Nintendo se acercó a otra compañía para hacer un Metroid N64, pero la oferta fue rechazada porque los desarrolladores pensaron que no podían hacer un juego para igualar a Super Metroid.
A finales de 2002, Nintendo lanzó Metroid Fusion, un juego en 2D desarrollado para Game Boy Advance por Nintendo R&D1, y Metroid Prime, un juego en primera persona desarrollado para GameCube por la empresa estadounidense Retro Studios. y el primer juego de Metroid en usar gráficos 3D. Tanto Fusion como Prime obtuvieron elogios, y Prime ganó varios premios al Juego del año. Después de Metroid Prime, se lanzaron tres juegos más en perspectiva en primera persona y un spin-off de pinball, incluida su secuela, Metroid Prime 2: Echoes (2004).

### Citas
1. ↑  Nintendo R&D1, Intelligent Systems. Super Metroid.  Nintendo. Super Nintendo Entertainment System. 1994-4-18. “1994 / NINTENDO / PRESENTS / METROID 3”
2. 1 2 3  «Super Metroid - SNES». Game Rankings. Archivado desde el original el 6 de marzo de 2009. Consultado el 5 de enero de 2009.
3. 1 2 3  Webster, Andrew (14 de julio de 2010). «Masterpiece: Super Metroid». Ars Technica. Condé Nast Digital. Archivado desde el original el 9 de junio de 2015. Consultado el 9 de junio de 2015.
4. 1 2 3 4 5 6 7 8  Folleto de instrucciones de Super Metroid. Nintendo of America. 18 de abril de 1994. SNS-RI-USA.
5. 1 2 3 4 5 6 7 8 9  Pelland, Scott; Swan, Leslie; Bafus, Jeff (1994). Super Metroid: Nintendo Player's Guide. Nintendo of America.
6. 1 2 3  «Metroid Retrospective, Part 2» (video). GameTrailers (Defy Media).  Escena en 0:18–5:40. Archivado desde el original el 8 de julio de 2017. Consultado el 19 de mayo de 2016.
7. 1 2 3  Parish, Jeremy (13 de febrero de 2014). «Daily Classic: 7 Reasons Super Metroid was an SNES Masterpiece». USGamer. Gamer Network. Archivado desde el original el 11 de mayo de 2015. Consultado el 19 de febrero de 2015.
8. 1 2  Juba, Joe (31 de julio de 2013). «Moments: Super Metroid's Hyper Beam». Game Informer. GameStop. Archivado desde el original el 22 de septiembre de 2015. Consultado el 22 de septiembre de 2015.
9. ↑  Wong, Kevin (19 de diciembre de 2014). «The Opening Sequence to Super Metroid is a Masterpiece». Kotaku. Gawker Media. Archivado desde el original el 11 de septiembre de 2015. Consultado el 12 de septiembre de 2015.
10. ↑  Nutt, Christian (23 de abril de 2010). «The Elegance Of Metroid: Yoshio Sakamoto Speaks (Article page 2 of 3)». Gamasutra. Archivado desde el original el 27 de diciembre de 2019. Consultado el 6 de enero de 2020.
11. 1 2  Harris, John (26 de septiembre de 2007). «Game Design Essentials: 20 Open World Games». Gamasutra. Archivado desde el original el 11 de mayo de 2015. Consultado el 9 de enero de 2009.
12. 1 2 3  «あのときサムスは裸だった».  (en japonés). Ape, Inc.; Nintendo Co., Ltd. 1994. pp. 90-95. ISBN 4-09-102474-2.
13. 1 2 3 4 5 6 7  «Everything you always wanted to know about Samus». Game Players 7 (5): 18-20. Mayo de 1994.
14. 1 2 3 4 5 6 7 8  Robinson, Andy (23 de octubre de 2007). «The History of Metroid». GamesRadar. Archivado desde el original el 11 de mayo de 2015. Consultado el 19 de marzo de 2011.
15. ↑  Nutt, Christian (23 de abril de 2010). «The Elegance Of Metroid: Yoshio Sakamoto Speaks». Gamasutra. United Business Media LLC. Archivado desde el original el 11 de mayo de 2015. Consultado el 21 de marzo de 2015.
16. ↑  Dan Owsen (1998). The MDb Interviews Dan Owsen. Entrevista con TJ Rappel. Metroid Database. Archivado desde el original el 5 de abril de 2015. Consultado el 13 de enero de 2015.
17. ↑  «When Two Tribes Go to War: A History of Video Game Controversy». GameSpot. CBS Interactive. 7 de marzo de 2004. Archivado desde el original el 11 de mayo de 2015. Consultado el 5 de enero de 2009.
18. ↑  «CES Showstoppers» (57). IDG. April 1994. pp. 74-81.
19. ↑  Aversa, Jillian (23 de octubre de 2007). «Game music of the day: Super Metroid». GamesRadar. Archivado desde el original el 11 de mayo de 2015. Consultado el 19 de marzo de 2011.
20. 1 2 3 4  Sakamoto, Yoshio; Yamamoto, Kenji (2017). Super Metroid Developer Interview. transcript con Akinori Sao. Kyoto, Japan: Nintendo. Archivado desde el original el 21 de septiembre de 2017. Consultado el 22 de septiembre de 2017.
21. 1 2 3 4  M4G Staff (5 de octubre de 2007). «Interview with Metroid Prime 3: Corruption Sound Team at Retro Studios and Composer Kenji Yamamoto». music4games. Archivado desde el original el 15 de marzo de 2008. Consultado el 16 de enero de 2015.
22. ↑  «Super Metroid Sound in Action». Square Enix Music Online. Archivado desde el original el 9 de marzo de 2012. Consultado el 10 de septiembre de 2015.
23. 1 2  «スーパーメトロイド まとめ [スーパーファミコン]». Famitsu (en japonés). Enterbrain. Archivado desde el original el 11 de mayo de 2015. Consultado el 19 de febrero de 2015.
24. 1 2 3  «Super Metroid Release Summary». GameSpot. CBS Interactive. Archivado desde el original el 13 de febrero de 2009. Consultado el 27 de septiembre de 2015.
25. ↑  Kent, Steven L. (5 de mayo de 1994). «Inside Moves -- When You Have To Come Inside, You Can Jam With The NBA, Play Ball With Ken Griffey Jr. Or Fight Evil Metroids With The Hot, New Video Games». The Seattle Times. Archivado desde el original el 5 de abril de 2015. Consultado el 19 de febrero de 2009. «Super Metroid incorporates 24 megabits of memory – a Super NES record – to create six very large worlds.»
26. ↑  «ニンテンドウパワー概要». www.nintendo.co.jp (en japonés). Archivado desde el original el 18 de julio de 2015. Consultado el 30 de enero de 2021.
27. ↑  «書き換えソフト一覧». www.nintendo.co.jp (en japonés). Archivado desde el original el 4 de abril de 2015. Consultado el 30 de enero de 2021.
28. 1 2  Rodriguez, Steven (21 de agosto de 2007). «Virtual Console Recommendations: Virtual Console Mondays: August 20, 2007». Nintendo World Report. Archivado desde el original el 11 de mayo de 2015. Consultado el 5 de enero de 2009.
29. ↑  Lindemann, Jon (10 de agosto de 2007). «Metroid Prime 3: Corruption Preview On Wii Shop Channel». Nintendo World Report. Archivado desde el original el 11 de mayo de 2015. Consultado el 19 de febrero de 2015.
30. ↑  «VC スーパーメトロイド» (en japonés). Nintendo. Archivado desde el original el 11 de mayo de 2015. Consultado el 19 de febrero de 2015.
31. ↑  «Virtual Console: Super Metroid». Nintendo of Europe. Archivado desde el original el 11 de mayo de 2015. Consultado el 19 de febrero de 2015.
32. ↑  Sakurai, Masahiro (25 de enero de 2008). «Masterpieces». Smash Bros. Dojo!!. Archivado desde el original el 11 de mayo de 2015. Consultado el 17 de abril de 2013.
33. ↑  Green, Andy (26 de enero de 2013). «Nintendo Reveals Specific Dates For Wii U Virtual Console Trial Campaign». Nintendo Life. Archivado desde el original el 11 de mayo de 2015. Consultado el 3 de febrero de 2013.
34. ↑  Sarkar, Samit (3 de marzo de 2016). «Nintendo bringing SNES games to Virtual Console on New Nintendo 3DS (update)». Vox Media. Archivado desde el original el 7 de marzo de 2016. Consultado el 7 de marzo de 2016.
35. ↑  Orry, Tom (31 de julio de 2017). «SNES Mini - Where to Pre-Order, Release Date, Price Games - Everything we Know». USgamer. Archivado desde el original el 1 de agosto de 2017. Consultado el 1 de agosto de 2017.
36. ↑  Gartenberg, Chaim (5 de septiembre de 2019). «Super Nintendo games now available on the Switch». The Verge. Vox Media. Archivado desde el original el 15 de septiembre de 2019. Consultado el 1 de octubre de 2019.
37. ↑  «Super Metroid – Review». AllGame. Archivado desde el original el 16 de febrero de 2010. Consultado el 24 de julio de 2021.
38. ↑  Ahmet, Deniz (July 1994). «Super Metroid». Computer and Video Games (152): 64-65. Consultado el 24 de julio de 2021.
39. 1 2  «Super Metroid Review». Edge. June 1994. Archivado desde el original el 3 de junio de 2011. Consultado el 17 de enero de 2021.
40. ↑  «Review Crew: Super Metroid». Electronic Gaming Monthly (60) (EGM Media, LLC). Junio de 1994. p. 28.
41. ↑  «Legacy Review Archives». Game Informer. Archivado desde el original el 15 de abril de 2022. Consultado el 3 de octubre de 2021.
42. 1 2  Provo, Frank (27 de agosto de 2007). «Super Metroid Review». GameSpot. Archivado desde el original el 12 de febrero de 2009. Consultado el 15 de febrero de 2009.
43. ↑  Humphreys, Andrew (July 1994). «Super Metroid». Hyper (8): 32-35. Consultado el 22 de julio de 2021.
44. 1 2  Thomas, Lucas M. (20 de agosto de 2007). «Super Metroid Review». IGN. Archivado desde el original el 11 de mayo de 2015. Consultado el 15 de febrero de 2009.
45. ↑  Anagund (18 de junio de 2009). «Super Metroid». Jeuxvideo.com (en francés). Archivado desde el original el 21 de junio de 2009. Consultado el 25 de julio de 2021.
46. ↑  «Super Metroid Review». Archivado desde el original el 29 de marzo de 2018. Consultado el 29 de marzo de 2018.
47. 1 2  «Super Metroid». Nintendo Power (60): 102. Mayo de 1994.
48. ↑  «Super Metroid». Nintendo Magazine System Super Metroid Special Feature (12): 6-12. Junio de 1994. Consultado el 22 de julio de 2021.
49. ↑  «Supe Metroid». Games World (2): 15. August 1994. Consultado el 22 de julio de 2021.
50. ↑  Jay (August 1994). «Super Metroid». Super Action (24): 18-20. Consultado el 22 de julio de 2021.
51. ↑  Keith; Damian; Ryan (July 1994). «Super Metroid». Super Gamer (4): 34-39. Consultado el 22 de julio de 2021.
52. ↑  «Everything you always wanted to know about Samus». Game Players 7 (5): 30. Mayo de 1994.
53. ↑  «ProReview: Super Metroid» (59). IDG. Junio de 1994. pp. 56-57.
54. 1 2  Robinson, Andy (16 de octubre de 2007). «The History of Metroid - page 4». gamesradar (en inglés). Archivado desde el original el 18 de septiembre de 2016. Consultado el 19 de febrero de 2021.
55. ↑  Nicholson, Zy; Mott, Tony; Leach, James (Junio de 1994). «Import Review: Super Metroid». Super Play (Future Publishing) (20): 37-38. Archivado desde el original el 10 de marzo de 2016.
56. ↑  «1994年のコンシューマーゲームソフトの売上» [1994 Consumer Game Software Sales]. Dengeki Oh (en japonés) (MediaWorks). Archivado desde el original el 20 de septiembre de 2001. Consultado el 16 de septiembre de 2021.
57. 1 2 3 4 5 6 7  McLaughlin, Rus (24 de agosto de 2007). «IGN Presents The History of Metroid». IGN. Ziff Davis. Archivado desde el original el 22 de marzo de 2016. Consultado el 17 de febrero de 2008.
58. ↑  «EGM's Hot Top Tens». Electronic Gaming Monthly: 48. Julio de 1994.
59. ↑  2004 CESA Games White Paper, Computer Entertainment Supplier's Association, 31 de diciembre de 2003, pp. 58-63.
60. ↑  «Buyer's Guide». Electronic Gaming Monthly. 1995.
61. ↑  «Top 100 Games of All Time». Electronic Gaming Monthly. 2003. Archivado desde el original el 11 de junio de 2003. Consultado el 5 de enero de 2009.
62. ↑  «100 Best Games of All Time». Electronic Gaming Monthly (Ziff Davis) (100): 155. Noviembre de 1997.
63. ↑  «IGN's Top 100 Games of All Time». IGN. 2003. Archivado desde el original el 11 de mayo de 2015. Consultado el 5 de enero de 2009.
64. ↑  «IGN's Top 100 Games». IGN. 2005. Archivado desde el original el 11 de mayo de 2015. Consultado el 5 de enero de 2009.
65. ↑  «IGN Top 100 Games 2007: Super Metroid». IGN. 2007. Archivado desde el original el 11 de mayo de 2015. Consultado el 7 de enero de 2009.
66. ↑  «Readers' Picks Top 99 Games: 20-11». IGN. 2005. Archivado desde el original el 29 de abril de 2005. Consultado el 7 de noviembre de 2016.
67. ↑  «Readers' Choice 2006: The Top 100 Games Ever». IGN. Archivado desde el original el 11 de mayo de 2015. Consultado el 5 de enero de 2009.
68. ↑  George, Richard. «Top 100 SNES Games: Super Metroid». IGN. Ziff Davis. Archivado desde el original el 27 de octubre de 2011. Consultado el 7 de noviembre de 2016.
69. ↑  GamesRadar staff (17 de abril de 2012). «Best Super Nintendo games of all time». GamesRadar. Archivado desde el original el 11 de mayo de 2015. Consultado el 16 de enero de 2013.
70. ↑  Nintendo Power staff (Octubre de 2010). «Ultimate Metroid». Nintendo Power 259: 73.
71. ↑  Mike, Major (11 de julio de 2006). «15 Retro Games for the Wii You Must Play». GamePro. Archivado desde el original el 16 de octubre de 2008. Consultado el 5 de enero de 2009.
72. ↑  Cork, Jeff (16 de noviembre de 2009). «Game Informer's Top 100 Games Of All Time (Circa Issue 100)». Game Informer (en inglés). Archivado desde el original el 19 de enero de 2021. Consultado el 30 de noviembre de 2020.
73. ↑  Totilo, Stephen (14 de junio de 2005). «For Some Gamers, Merely Finishing A Game Isn't Enough». MTV News. Viacom International. Archivado desde el original el 2 de marzo de 2016. Consultado el 5 de enero de 2009.
74. ↑  Nutt, Christian (13 de febrero de 2015). «The undying allure of the Metroidvania». Gamasutra. UBM plc. Archivado desde el original el 11 de mayo de 2015. Consultado el 23 de marzo de 2015.
75. ↑  Mielke, James (23 de noviembre de 2016). «'Castlevania' Creator Koji Igarashi: 'I Don't Feel That I'm a Big Deal'». Wenner Media LLC. Archivado desde el original el 25 de mayo de 2017. Consultado el 25 de mayo de 2017. «[[|Koji Igarashi]]'s work inspired an entire genre that's partially named in honor of his work — the "Metroidvania," which is a reference to the sprawling, contiguous design sensibilities that define Symphony of the Night and Nintendo's Super Metroid.»
76. ↑  Mustard, Donald (28 de agosto de 2009). «Making Shadow Complex: Donald Mustard Speaks». Gamasutra. Entrevista con Christian Nutt (UBM plc). Archivado desde el original el 11 de mayo de 2015. Consultado el 28 de agosto de 2009. «Mustard: Super Metroid, to me, is the pinnacle of 2D game design, and there's no reason we shouldn't be pushing that pinnacle forward and see what else we can do with it.»
77. ↑  McShea, Tom (19 de septiembre de 2014). «Game Dev Recipes: Axiom Verge». USgamer. Gamer Network. Archivado desde el original el 11 de mayo de 2015. Consultado el 21 de febrero de 2015. «"Super Metroid influenced the overall map structure," Happ says.»
78. 1 2 3  Earl, Victoria (24 de julio de 2013). «Why Super Metroid's" Hacking Community is Still Going Strong». Gamasutra. UBM plc. p. 4. Archivado desde el original el 15 de marzo de 2016. Consultado el 23 de marzo de 2015.
79. ↑  Edwards, Benj (5 de julio de 2006). «Hacksterpiece Theatre: Return to Zebes with Super Metroid Redesign». Vintage Computers and Gaming. Archivado desde el original el 25 de julio de 2015. Consultado el 23 de marzo de 2015.
80. ↑  Edwards, Benj (3 de febrero de 2012). «10 Classic Video Game Hacks Everyone Should Play». PC Magazine. Ziff Davis. Archivado desde el original el 16 de enero de 2016. Consultado el 23 de marzo de 2015.
81. ↑  Varney, Allen (6 de marzo de 2007). «The Escapist: Searching for Gunpei Yokoi». The Escapist. Defy Media. Archivado desde el original el 11 de mayo de 2015. Consultado el 31 de diciembre de 2014.
82. ↑  «Game Boy Inventor Dies in Car Crash». IGN. Ziff Davis. 7 de octubre de 1997. Archivado desde el original el 11 de mayo de 2015. Consultado el 31 de diciembre de 2014.
83. ↑  «Metroid Prime Roundtable QA». IGN. Ziff Davis. 15 de noviembre de 2002. Archivado desde el original el 11 de mayo de 2015. Consultado el 20 de febrero de 2008.
84. ↑  «Yoshio Sakamoto discusses Metroid 64, Metroid Dread and the 3DS». GamesTM. 14 de septiembre de 2010. Archivado desde el original el 18 de octubre de 2013. Consultado el 31 de diciembre de 2013.
85. ↑  Harris, Craig (22 de agosto de 2002). «Metroid Fusion Hands-on». IGN. Ziff Davis. Archivado desde el original el 11 de mayo de 2015. Consultado el 4 de enero de 2009.
86. ↑  Lake, Max (26 de agosto de 2002). «Metroid Fusion». Nintendo World Report. Archivado desde el original el 11 de mayo de 2015. Consultado el 4 de enero de 2009.
87. ↑  Padilla, Raymond (12 de noviembre de 2002). «The Road to Metroid Prime». GameSpy. Archivado desde el original el 17 de diciembre de 2004. Consultado el 5 de octubre de 2012.
88. ↑  «Metroid Prime Bundle Announced». GameSpy. 4 de agosto de 2004. Archivado desde el original el 11 de mayo de 2015. Consultado el 31 de julio de 2010.